# 大谷アキラ
大谷 アキラ（おおたに アキラ、1981年 - ）は、日本の漫画家。山梨県出身。旧作家名大谷 昭（おおたに あきら）。

## 人物
- 2004年、22歳の時にまんがカレッジ入選[2]。

## 受賞歴
- 2004年9・10月期 「メッセンジャー」週刊少年サンデーまんがカレッジ 入選　※大谷昭名義

## 作品リスト

### 連載
- LOST+BRAIN（原作：藪野続久、『週刊少年サンデー』2008年2・3合併号 - 31号）
- ツール!（監修：栗村修、『週刊少年サンデー』2009年49号 - 2010年46号→『クラブサンデー』2010年11月 - 2011年11月）
- 機動戦士ガンダム FAR EAST JAPAN（『週刊少年サンデーS』2013年7月号[3] - 2014年3月号）
- ニッペン!（『週刊少年サンデー』2015年49号 - 2016年17号）
- 正直不動産（原案：夏原武、脚本：水野光博、『ビッグコミック』2017年12号[4] - 連載中）

### 読み切り
- メッセンジャー（『週刊少年サンデー超』2005年5月25日号） - 大谷昭名義。
- しんら（『週刊少年サンデー超』2006年8月25日号） - 大谷昭名義。
- たから（『週刊少年サンデー超』2007年2月25日号） - 大谷昭名義。
- クロガネの刀守（『週刊少年サンデー超』2008年11月25日号）

### 書籍
- 『LOST+BRAIN』、原作：藪野続久、小学館〈少年サンデーコミックス〉2008年、全3巻
- 『ツール!』、監修：栗村修、小学館〈少年サンデーコミックス〉2010年 - 2011年、全8巻
- 『機動戦士ガンダム FAR EAST JAPAN』、小学館〈少年サンデーコミックススペシャル〉2014年、全2巻
- 『ニッペン!』、小学館〈少年サンデーコミックス〉2016年、全2巻
- 『正直不動産』、原案：夏原武、脚本：水野光博、小学館〈ビッグコミックス〉2017年 - 、既刊21巻（2025年2月25日現在）